# Монголія на зимових Олімпійських іграх 2018
Монголія на зимових Олімпійських іграх 2018, які проходили з 9 по 25 лютого 2018 року в Пхьончхані (Південна Корея), була представлена 2 спортсменами в 1 виді спорту.

## Спортсмени
| Вид спорту     | Чоловіки | Жінки | Всього |
| -------------- | -------- | ----- | ------ |
| Лижні перегони | 1        | 1     | 2      |
| Всього         | 1        | 1     | 2      |